# Ласло Дајка
Ласло Дајка (мађ. Dajka László; Њиређхаза, 29. април 1959) био је мађарски фудбалер који је играо на позицији везног играча.

## Каријера

### Клуб
Каријеру је започео 1978. играјући за Будимпештански Хонвед. За тај клуб је играо до 1988. Те године је отишао у Шпанију да се придружи екипи УД Лас Палмас. Тамо је играо до 1990. Те године је отишао у Швајцарску, где је играо за Ивердон-Спорт. Остао је до 1992. Исте године се вратио у Мађарску да игра за Кечкемет ТЕ, када се и повукао из активног бављења фудбалом 1993. године.
У сезони 1980/81, учествовао је на Купу европских шампиона са Будимпештанским Хонведом где су стигли до другог кола такмичења где су поражени од Реал Мадрида укупним резултатом 3 : 0.

### Репрезентација
Учествовао је на Светском првенству 1986., које се показало великим неуспехом за мађарски фудбал, углавном због пораза од Совјетског Савеза резултатом 0 : 6, а посебно за Дајку, пошто је постигао аутогол на тој утакмици.

## Достигнућа
Вашаш
- Прва лига Мађарске у фудбалу: 
  - шампион: 1979/80, 1983/84, 1984/85, 1985/86, 1987/88
- Куп Мађарске у фудбалу:
  - првак: 1984/85